# Кут ковзання

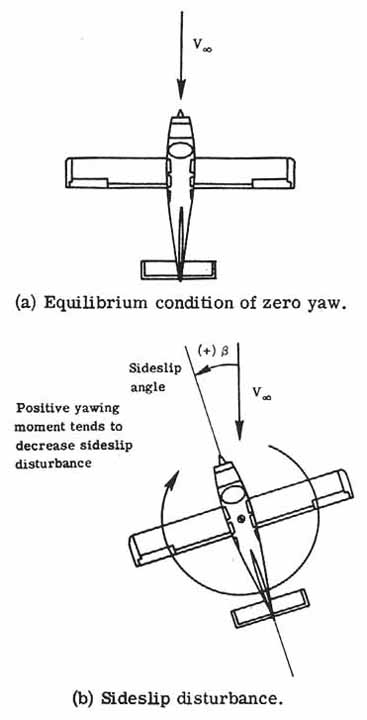
a) Політ без ковзання
b) Політ з позитивним кутом ковзання

Ковзання в авіації — рух літального апарата (ЛА) щодо повітря, при якому зустрічний потік повітря набігає на літак не строго спереду, а збоку, під кутом до площини його симетрії.
У нормальних умовах потік повітря набігає суворо спереду, паралельно площині симетрії літака.
Кутом ковзання називається кут в горизонтальній площині ЛА між площиною симетрії літака і напрямком набігаючого потоку повітря. Позначається грецькою буквою 'β'.
Ковзання виникає при виконанні різних фігур пілотажа, а також при виникненні бічних вітрових збурень. Постійний бічний вітер не викликає ковзання літака (не плутати з кутом зносу).
На літаках із верхнім вертикальним оперенням (кілем) ковзання сприяє поперечної стійкості.
На вертольотах ковзання може бути присутнім постійно.
У роки Великої Вітчизняної війни ковзання використовувалося як захисний маневр.

## Загальні відомості
Політ із ковзанням з точки зору аеродинаміки не ефективний, оскільки зменшується відношення підйомної сили до сили опору. 
Більше тяги витрачається на споживання енергії, а не на створення підйомної сили. Недосвідчені пілоти часто входять у ковзання під час поворотів
ненавмисно не зумівши скоординувати літак за допомогою стерна. Літаки можуть легко ввійти в ковзання виходячи із режиму зльоту або у вітряний день. Якщо їх не зупинити ефективність підйомної сили буде падати. Це особливо небезпечно, якщо поруч є перешкоди під траєкторією набору висоти а літак має недостатню потужність або перевантажений.
Ковзання також може бути маневром пілотування коли пілот навмисно вводить літак в ковзання одного чи іншого типу. Ковзання особливо корисні при посадці на обмежену ділянку при обході перешкод (таких як дерева, або дроти електропередач), і може практикуватися як частина процедури аварійної посадки. Такі методи часто використовуються при польоті в місцях де злітно-посадкова смуга коротка.
Є загальні ситуації, коли пілот може навмисно створювати ковзання роблячи протилежний рух стерно́м і елеронами, зазвичай при зниженні на малій потужності.
Створення ковзання це один із способів компенсації бічного вітру на посадці.
Також завдяки ковзанню можна збільшити вертикальну швидкість зниження літака за рахунок збільшення сили лобового опору повітря.
Під час випробувального польоту на розгін максимальної швидкості з ковзанням розбився літак Ан-124.